# Bryan Berard
Bryan William Berard (* 5. března 1977 ve Woonsocketu, Rhode Island, Spojené státy americké) je bývalý americký hokejista, který odehrál 619 utkání v NHL.

## Finanční podvod na Berarda
V roce 1995 podepsal dohodu s dvojicí investorů, kteří měli za úkol zhodnotit jeho peníze po dobu kariéry. Dvojice jej systematicky po celou kariéru okrádala a v roce 2013 jí zažaloval.

## Kariéra

### Juniorská
Berard v letech 1991–1994 hrál středoškolskou soutěž za Mount St. Charles Academy. V sezoně 1994/95 hájil barvy klubu Detroit Jr. Red Wings v juniorské OHL. Ligu se svým klubem vyhrál. Následující sezonu odehrál opět za stejný klub, přejmenovaný na Detroit Whalers. Poté začal hrát v NHL. Během působení v OHL získal dvakrát Max Kaminsky Trophy pro nejlepšího obránce (1995 a 1996) Emms Family Award pro nejlepšího nováčka (1995). Byl zařazen do 1. All star týmu hlavních kanadských juniorských lig – CHL (1995 a 1996), All rookie teamu (1995) a získal ceny CHL Rookie of the Year (1995), CHL Defenceman of the Year (1996) a CHL Top Draft Prospect Award (1995).

### NHL
V roce 1995 byl draftován do NHL na 1. místě celkově klubem Ottawa Senators. Za tento klub ale nenastoupil, protože práva na hráče byla v lednu 1996 součástí výměny mezi Ottawou a New York Islanders. Za Islanders v sezoně 1996/97 debutoval v NHL. Byl oceněn Calder Memorial Trophy pro nejlepšího nováčka a byl zařazen do All rookie týmu. V lednu 1999 byl vyměněn do Toronto Maple Leafs za brankáře Felixe Potvina, kluby si navíc prohodily své volby v 6. kole draftu. V témže roce se s Leafs dostal v play off do finále konference, což byl jeho největší týmový úspěch v kariéře.
Jeho kariéru přibrzdilo v březnu 2000 vážné zranění oka způsobené v souboji s Mariánem Hossou z Ottawy. Berard o oko přišel, ovšem vedení NHL mu v září 2001 povolilo hrát v soutěži a tak podepsal smlouvu s New York Rangers Za Rangers odehrál sezonu 2001/02, tu následující působil u Boston Bruins. Ročník 2003/04 nastupoval za Chicago Blackhawks, po něm byl vyznamenán Bill Masterton Memorial Trophy za oddanost hokeji. Sezona 2004/05 byla zrušena pro spory majitelů klubů s hráči.
Po výluce nastupoval v letech 2005–2007 za Columbus Blue Jackets. Po operaci ploténky s ním v klubu přestali počítat, jako volného hráče jej pozvali do přípravného kempu v létě 2007 New York Islanders, za které nakonec odehrál sezonu 2007/08.
V roce 2008 nesehnal angažmá v NHL a tak se vydal do Kontinentální hokejové ligy, kde posílil Viťaz Čechov. Po jedné odehrané sezoně ukončil kariéru.

### Reprezentační kariéra
Za juniorskou reprezentaci startoval na mistrovství světa do 20 let v letech 1995 v Kanadě (5. místo) a 1996 v USA (5. místo).
Byl nominován do národního týmu na mistrovství světa 1997 ve Finsku (6. místo). Zúčastnil se olympijského turnaje v Naganu 1998 (6. místo). Byl nominován také do výběru na hry 2006 v Turíně, ale z týmu byl vyřazen pro nález zakázané látky při dopingovém testu měsíc před turnajem. Navíc obdržel dvouletý zákaz účasti na turnajích mezinárodní hokejové federace.

## Ocenění a úspěchy
- 1995 OHL – Max Kaminsky Trophy
- 1995 OHL – Emms Family Award
- 1996 OHL – Max Kaminsky Trophy
- 1997 NHL – Calder Memorial Trophy
- 2004 NHL – Bill Masterton Memorial Trophy

## Prvenství

### NHL
- Debut – 4. října 1996 (Los Angeles Kings proti New York Islanders)
- První asistence – 5. října 1996 (San Jose Sharks proti New York Islanders)
- První gól – 23. listopadu 1996 (Phoenix Coyotes proti New York Islanders, ruskému brankáři Nikolaj Chabibulin)
- První hattrick – 8. ledna 2006 (Phoenix Coyotes proti Columbus Blue Jackets)

### KHL
- Debut – 23. listopadu 2008 (Viťaz Čechov proti Amur Chabarovsk)
- První asistence – 27. listopadu 2008 (Viťaz Čechov proti Metallurg Novokuzněck)
- První gól – 8. prosince 2008 (Traktor Čeljabinsk proti Viťaz Čechov, ruskému brankáři Danila Alistratov)

## Klubová statistika
| Sezóna       | Klub                      | Soutěž       |     | Základní část | Základní část | Základní část | Základní část | Základní část |   | Play off | Play off | Play off | Play off | Play off |
| Sezóna       | Klub                      | Soutěž       | Z   | G             | A             | B             | TM            | Z             | G | A        | B        | TM       |          |          |
| 1991–92      | Mount St. Charles Academy | HS-RI        | 15  | 3             | 15            | 18            | 4             | —             | — | —        | —        | —        |          |          |
| 1992–93      | Mount St. Charles Academy | HS-RI        | 15  | 8             | 12            | 20            | 18            | —             | — | —        | —        | —        |          |          |
| 1993–94      | Mount St. Charles Academy | HS-RI        | 15  | 11            | 26            | 37            | 4             | 4             | 3 | 3        | 6        | 6        |          |          |
| 1994–95      | Detroit Junior Red Wings  | OHL          | 58  | 20            | 55            | 75            | 97            | 21            | 4 | 20       | 24       | 38       |          |          |
| 1994–95      | Detroit Junior Red Wings  | MC           | —   | —             | —             | —             | —             | 5             | 1 | 3        | 4        | 6        |          |          |
| 1995–96      | Detroit Whalers           | OHL          | 56  | 31            | 58            | 89            | 116           | 17            | 7 | 18       | 25       | 41       |          |          |
| 1996–97      | New York Islanders        | NHL          | 82  | 8             | 40            | 48            | 86            | —             | — | —        | —        | —        |          |          |
| 1997–98      | New York Islanders        | NHL          | 75  | 14            | 32            | 46            | 59            | —             | — | —        | —        | —        |          |          |
| 1998–99      | New York Islanders        | NHL          | 34  | 4             | 11            | 15            | 26            | —             | — | —        | —        | —        |          |          |
| 1998–99      | Toronto Maple Leafs       | NHL          | 38  | 5             | 14            | 19            | 22            | 17            | 1 | 8        | 9        | 8        |          |          |
| 1999–00      | Toronto Maple Leafs       | NHL          | 64  | 3             | 27            | 30            | 42            | —             | — | —        | —        | —        |          |          |
| 2001–02      | New York Rangers          | NHL          | 82  | 2             | 21            | 23            | 60            | —             | — | —        | —        | —        |          |          |
| 2002–03      | Boston Bruins             | NHL          | 80  | 10            | 28            | 38            | 64            | 3             | 1 | 0        | 1        | 2        |          |          |
| 2003–04      | Chicago Blackhawks        | NHL          | 58  | 13            | 34            | 47            | 53            | —             | — | —        | —        | —        |          |          |
| 2005–06      | Columbus Blue Jackets     | NHL          | 44  | 12            | 20            | 32            | 32            | —             | — | —        | —        | —        |          |          |
| 2006–07      | Columbus Blue Jackets     | NHL          | 11  | 0             | 3             | 3             | 8             | —             | — | —        | —        | —        |          |          |
| 2007–08      | New York Islanders        | NHL          | 54  | 5             | 17            | 22            | 48            | —             | — | —        | —        | —        |          |          |
| 2008–09      | Viťaz Čechov              | KHL          | 25  | 3             | 14            | 17            | 103           | —             | — | —        | —        | —        |          |          |
| Celkem v NHL | Celkem v NHL              | Celkem v NHL | 619 | 76            | 247           | 323           | 500           | 20            | 2 | 8        | 10       | 10       |          |          |

## Reprezentace
| Rok                       | Tým                       | Soutěž                    | Z  | G | A | B | TM |
| ------------------------- | ------------------------- | ------------------------- | -- | - | - | - | -- |
| 1995                      | USA 20                    | MSJ                       | 7  | 0 | 1 | 1 | 36 |
| 1996                      | USA 20                    | MSJ                       | 6  | 1 | 4 | 5 | 20 |
| 1997                      | USA                       | MS                        | 1  | 1 | 0 | 1 | 0  |
| 1998                      | USA                       | OH                        | 4  | 0 | 0 | 0 | 0  |
| Juniorská kariéra celkově | Juniorská kariéra celkově | Juniorská kariéra celkově | 13 | 1 | 5 | 6 | 56 |
| Seniorská kariéra celkově | Seniorská kariéra celkově | Seniorská kariéra celkově | 5  | 1 | 0 | 1 | 0  |